# 50. п. н. е.

## Догађаји
- Римски сенат одбија да Јулију Цезару дозволи да се у одсуству кандидује за конзула, и захтева да преда команду над трупама у Галији.